# Powerbomb
 (septembre 2008).
Si vous disposez d'ouvrages ou d'articles de référence ou si vous connaissez des sites web de qualité traitant du thème abordé ici, merci de compléter l'article en donnant les références utiles à sa vérifiabilité et en les liant à la section « Notes et références ».
Un powerbomb est une prise de catch et l'une des plus utilisées. Les powerbombs sont aussi utilisées dans les combats libres, notamment pour contrer des prises de soumission.
L'attaquant place la tête de son adversaire entre ses jambes, entoure son corps avec les bras, le soulève jusqu'aux épaules et le projette violemment au tapis sur ses épaules et son cou. Elle a plusieurs variations.

## Variantes

### Argentine Powerbomb
L'attaquant place son adversaire en argentine backbreaker rack, puis il tourne l'adversaire en avant et s'assoit en faisant un powerbomb à l'adversaire. AJ Styles utilise actuellement cette prise.

### Blue Thunder Bomb
Cette prise consiste à soulever son adversaire avec un belly to back suplex puis l'attaquant entoure le corps avec un bras et l'autre bras s'occupe de la jambe, il le soulève vers le haut et fait tourner l'adversaire et le fait écraser vers le bas en se mettant dans une position assise comme dans un sitout powerbomb.

### Buckle Powerbomb
L'attaquant met son adversaire sur les épaules comme dans le powerbomb, mais au lieu de claquer l'adversaire directement vers le bas, il le projette dans un coin du ring. Cette prise est popularisée à la WWE par Shelton Benjamin et Seth Rollins. (Bannie de la WWE)

### Corner Pull Out Powerbomb
Cette prise se fait sur un adversaire sur le coin du ring qui accroche ses mains aux cordes. Il faut prendre les deux jambes de l’adversaire puis les tirer en arrière pour soulever son adversaire et le jeter violemment tout en retombant assis comme un sit-out powerbomb. Cette prise est utilisée par Matt Hardy.

### Crucifix Powerbomb

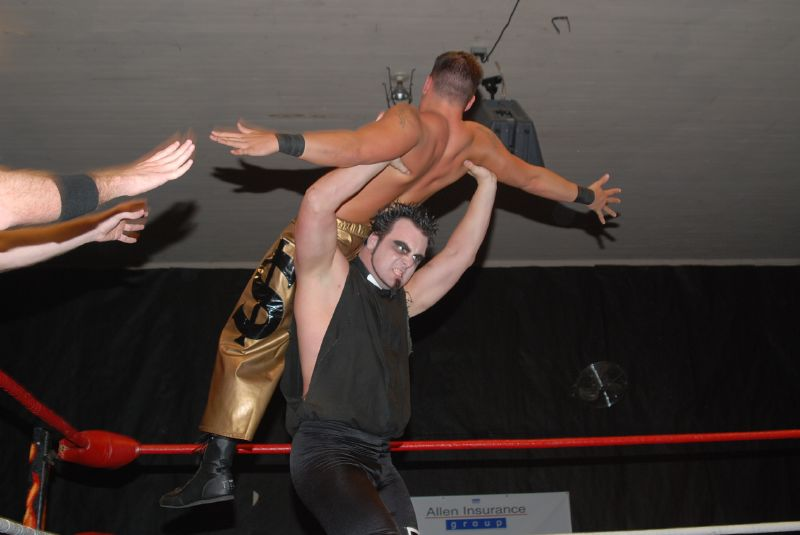
Crucifix powerbomb.

L'attaquant se tient derrière l'adversaire, il se met dos à dos, attrape les deux bras de l'adversaire pour le soulever vers le haut (position en croix) ; puis l'attaquant tombe sur ses genoux, faisant alors chuter son adversaire vers le bas. Le crucifix powerbomb fut popularisé par Scott Hall, qui nomma aussi cette prise Razor's Edge ou encore Outsider's Edge. Hernandez l'utilise aussi sous le nom de Border Toss ainsi que Sheamus comme prise de finition avec comme nom "The High Cross".

### Elevated Powerbomb
Tout se déroule comme dans un powerbomb normal, mais au lieu de projeter la victime directement vers le bas depuis les épaules, il soulève l'adversaire le plus haut possible avant de le jeter au sol. The Undertaker a popularisé cette prise à partir du début des années 2000 lorsqu’il avait son gimick d’American Bad Ass. Il l’a appelé The Last Ride.

### Falling Powerbomb
C'est comme un powerbomb normal, sauf que l'attaquant retombe tout droit avec l'adversaire. Kane utilise cette prise.

### Fireman's Carry Powerbomb
Dans cette variante, il s'agit de mettre l'adversaire dans un Fireman's Carry et de le transformer dans un Powerbomb.

### Ganso Bomb
Traduit littéralement du japonais comme Originator Bomb ou aussi le powerbomb piledriver, en anglais, il se réfère plus habituellement sous le nom d'Original powerbomb. Cette prise consiste à faire pencher son adversaire en avant, à bloquer sa tête entre les jambes de l'attaquant, et à l'attraper par la taille pour le soulever verticalement (l'adversaire est donc à l'envers). Après, l'attaquant conduit le cou et les épaules de l'adversaire par terre en se mettant assis, à genoux ou en se tenant toujours debout. Cette prise est considérée comme une des plus dangereuses dans le catch, car comme la personne qui se fait prendre dans cette prise est dans une chute libre, elle tombe sur son cou et ses épaules sans protection. Cette prise est très similaire à certains piledrivers, à la différence qu'ici ce n'est pas la tête mais le cou et les épaules qui sont percutés.

### Gutwrench Powerbomb
La Gutwrench Powerbomb (litt. « la bombe tord-boyaux ») consiste, pour l'attaquant, à se tenir devant l'adversaire, le faire se pencher en avant et entourer son corps de ses bras. L'attaquant lève ensuite violemment son adversaire vers le haut, le fait s'asseoir sur l'épaule de l'attaquant puis le projette tout de suite sur le tapis pour claquer le dos de l'adversaire en position de Powerbomb,. Jack Swagger l'utilise comme prise de finition, en la combinant à une Sit-down Powerbomb, car accompagnant l'adversaire au sol.

### Kneeling Powerbomb
Cette prise est un powerbomb qui consiste à faire tomber son adversaire au sol, tout en retombant sur les deux genoux.

### Leg Trapped Sunset Flip Powerbomb
Cette prise consiste à bloquer ses jambes en dessous des bras de l’adversaire et d’effectuer un salto avant pour faire tomber l’adversaire et en retombant en étant assis. Cette prise est utilisée par John Cena et Rey Mysterio.

### Multiple Powerbombs
L'action se déroule comme dans un powerbomb normal, mais lorsque l'attaquant a écrasé l'adversaire par terre, celui-ci ne lâche pas la prise, attrape les mains de l'adversaire puis le soulève plusieurs fois et l'écrase, plusieurs fois par terre. Cette prise fut popularisée par Brock Lesnar, Ryback et Chris Jericho.

### Pop-up Powerbomb
La victime se fait projeter puis se fait soulever par son adversaire et se fait redescendre d'une manière violente au sol. Cette prise est utilisée par Kevin Owens.

### Powerbomb Double Knee Backbreaker
Tout se passe comme un Powerbomb normal, mais cette fois-ci, c'est la chute qui diffère : au lieu de le faire tomber sur le sol, l'attaquant se met dans une position assise et fait tomber le dos de son adversaire sur ses genoux. Cette prise est aussi appelée le lung blower powerbomb, le cruz control powerbomb, ou encore le sat bomb. Elle peut être aussi considérée comme un type de backbreaker. C'est la prise de finition de Tommasso Ciampa qu'il appelle Project Ciampa

### Release Powerbomb
L'action se déroule comme dans un powerbomb normal, mais au lieu de projeter l'adversaire violemment au tapis, le catcheur le lâche tout simplement pour qu'il chute sur le tapis. Cette variation fut popularisée aux États-Unis par Kevin Nash qui l'a nommé Jackknife.

### Scoop Lift Powerbomb
L'attaquant positionne l'adversaire en scoop puis le met sur ses épaules et lui fait un powerbomb.

### Schoolboy Deadlift Powerbomb
L'attaquant prend son adversaire avec un bras en schoolboy puis le projette violemment à terre. C'est la prise de finition du catcheur mexicain La Sombra.

### Sit-out Crucifix Powerbomb
Cette prise est pareil qu’un crucifix powerbomb mais au lieu de retomber sur les genoux, l’attaquant retombe en étant assis. Cette prise est utilisée par Roman Reigns et Matt Hardy. Eddie Guerrero utilisait cette prise.

### Sit-out Powerbomb
Appelé aussi Sitdown Powerbomb.

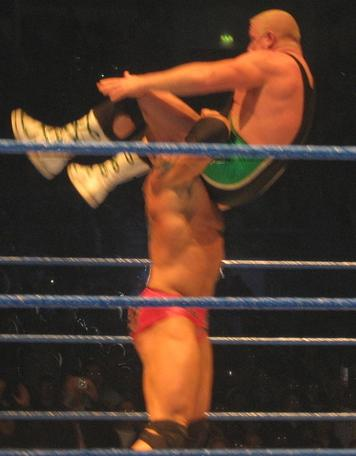
Batista exécutant sa prise de finition Batista Bomb (sitout powerbomb) sur Finlay.

L'attaquant se met en position de powerbomb (l'adversaire sur les épaules) et le fait basculer vers l'avant, mais au lieu de le laisser tomber en restant debout l'accompagne dans sa chute et retombe sur les fesses. Son utilisateur le plus connu est Batista, qui la nomme Batista Bomb. C'est également une prise utilisée par Jushin Liger (qui la nomme Liger Bomb), David Hart Smith (qui la nomme Bulldog Bomb), Awesome Kong (qui la nomme Awesome bomb), John Cena et Hamada. Ultimo Dragon utilise une variante, il fait un Slingshot puis un Sitout Powerbomb en courant. Cette prise est un de ses finishers.

### Slingshot Powerbomb
Cette prise consiste à faire un powerbomb mais au lieu de projecter l’adversaire au sol, l’attaquant fait rebondir l’adversaire sur la 3e corde du ring et le projecte au sol.

### Spiral Bomb
L'attaquant soulève son adversaire sur les épaules comme dans un powerbomb normal, puis il tourne sur lui-même plusieurs fois et délivre un sitout powerbomb cette prise est aussi appelée le spinning powerbomb. Cette prise a été popularisée par la catcheuse Natalya, à ses débuts.

### Spin-out Powerbomb
Appelé aussi Blue Thunder Driver, créé par Jun Akiyama. C'est un belly to back powerbomb, comme dans un belly to back suplex, l'attaquant met sa tête sous le bras de l'adversaire, entoure le corps avec un bras et l'autre bras s'occupe de la jambe, il le soulève vers le haut et fait tourner l'adversaire et le fait écraser vers le bas en se mettant dans une position assise comme dans un sitout powerbomb.
Mais il existe une variation de John Cena (Protobomb / Protosuplex), où tout est comme dans un spin-out powerbomb sauf que l'attaquant ne se met pas dans une position assise et claque le dos de son adversaire dans un genre de side slam (vers le côté).

### Sunset Flip Powerbomb
L'attaquant monte sur la troisième corde et saute par-dessus son adversaire, qui se trouve à ce moment sur la seconde corde, et l'attrape au niveau de l'abdomen pendant son saut. Il projette ensuite son adversaire vers le sol avant son atterrissage. Cette prise a été popularisée notamment par Mascarà Dorada. Cette prise peut également s'effectuer sur le ring après avoir contré une prise.

### Super Bomb
Cette prise consiste à faire un powerbomb depuis la 2e ou la 3e puis le jeter violemment au sol.

### Thunder Fire Powerbomb
Cette prise consiste à faire un canadian backbreaker puis a projecter son adversaire violemment au sol sur le dos.

### Tiger Driver
Cette prise est aussi appelée Butterfly powerbomb ou TigerBomb. L'attaquant se tient devant son adversaire, il applique un double underhook, le soulève vers le haut. Tandis que l'adversaire est en l'air, l'attaquant déplace ses bras pour les placer autour des jambes, puis enfin il claque l'adversaire vers le bas. Cette prise est actuellement utilisée par Chavo Guerrero. C'était la prise de finition de Steeve Williams. Jonaf the King of Destruction de la DGF l'utilise sous une variante appelée Jonaftaggerbomb.

### Vertical Suplex Powerbomb
Aussi connu sous le nom de Orange Crush, l'attaquant porte un suplex normal et pousse le dos de son adversaire de sorte qu'il tombe. Enfin, l'attaquant se met dans une position assise tout comme dans une sitout powerbomb. C'est la prise de finition de Kenta Kobashi, son créateur, qu'il nomme Orange Crush. Certains catcheurs, comme El Generico, utilisent une variante où ils appliquent un Double Pumphandle, soulève leurs adversaires pour les mettre en vertical suplex position (la position ressemble alors à celle du Voodoo Drop de Roxxi) et déclenche le Orange Crush ensuite.